# Водно (квартал)
Вижте пояснителната страница за други значения на Водно.
Водно (на македонска литературна норма: Водно) е квартал на столицата на Северна Македония, Скопие.

## География
Водно е разположено в едноименната планина Водно, южно от града.

## История
В края на XIX век Водно е българско село в Скопска каза на Османската империя. Според статистиката на Васил Кънчов („Македония. Етнография и статистика“) към 1900 година в Горно Водно живеят 120, а в Долно Водно 140 българи християни.
В началото на XX век цялото население на селото е под върховенството на Българската екзархия. По данни на секретаря на екзархията Димитър Мишев („La Macédoine et sa Population Chrétienne“) в 1905 година в Горно Водно има 160 българи екзархисти, а в Долно Водно също 160 българи екзархисти и 6 цигани.
При избухването на Балканската война в 1912 година един човек от Водно е доброволец в Македоно-одринското опълчение.
След Междусъюзническата война в 1913 година селото попада в Сърбия.
На етническата си карта от 1927 година Леонард Шулце Йена показва Горно и Долно Водно (Vodno) като български християнски села.
На етническата си карта на Северозападна Македония в 1929 година Афанасий Селишчев също отбелязва Горно и Долно Водно като български села.

## Личности
Родени във Водно
- Стоян Блажов от Горно Водно, български революционер от ВМОРО, четник на Петър Ангелов,[6] арестуван на 2 юли 1903 година, българин, православен обвинен в „организиране на комитет в Скопие и участие в бунтовническите подготовки, в които с револвер е убит Стоян, търговец на строителен дървен материал, когото планирали да го убият, защото не им давал парите, поискани за поддръжка на делата на комитета; при това бил ранен и Търпе, който бил до Стоян“, осъден на 3 години затвор в твърдина, амнистиран с общата амнистия от 12 април 1904 година[7]
- Тоде (Тодор) Цветков, български революционер от ВМОРО, четник на Захари Василев и на Дамян Мартинов[8]
- Янко Блажев, български революционер от ВМОРО, четник на Захари Василев[8]